# A.E.I.O.U.

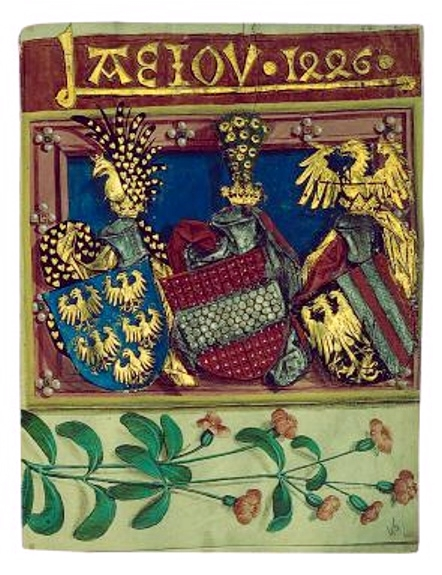
Enluminure d'un livre de Frédéric III, 1446.

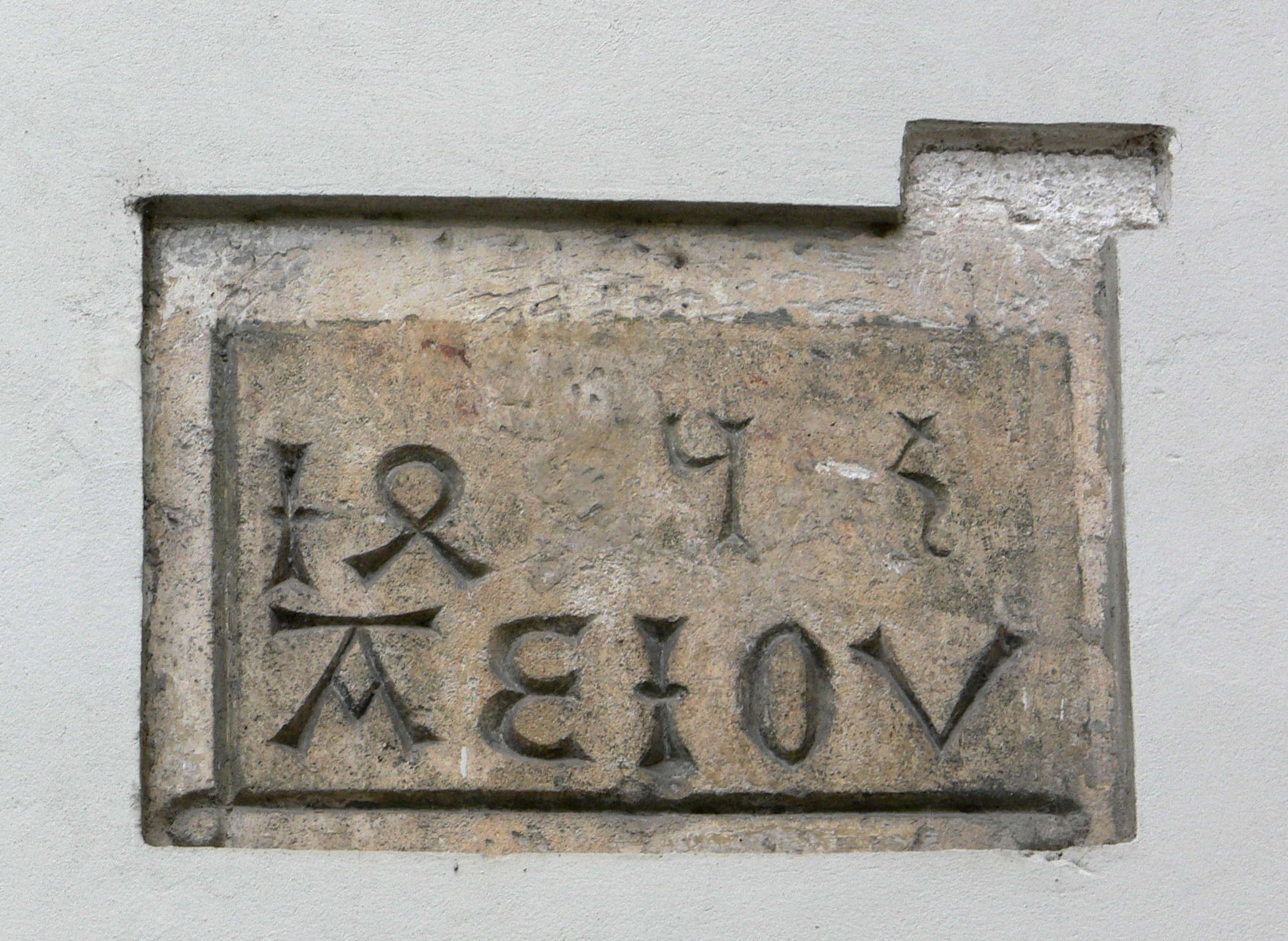
Inscription au château de Graz à Graz, 1453.

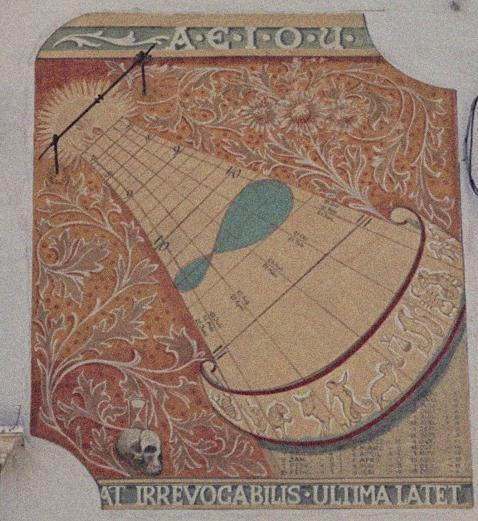
Cadran solaire à Merano.

A.E.I.O.U. ou AEIOU est le monogramme de la devise utilisée par les empereurs de la maison de Habsbourg.  

## Origine
L'empereur Frédéric III (1415 – 1493), qui était amateur de formules ésotériques, est à l'origine de cette devise. Il avait l'habitude de signer de ce monogramme sa vaisselle de table, ses armoiries et des châteaux tels que le château de Wiener Neustadt et le château de Linz. 

## Interprétations
Frédéric III n'a pas donné la signification de ce monogramme, mais peu de temps avant sa mort, il aurait affirmé qu'il signifie Alles Erdreich ist Oesterreich untertan (MKL 1890)
ou « Toute la terre est sujette à l'Autriche ». Cependant, d'autres interprétations ont été avancées. La plupart donnent une signification à portée politique, à partir de phrases latines :
- Austriae est imperare orbi universo (« La destinée de l'Autriche est de diriger le monde entier ») {MKL 1890}[3].
- Austria erit in orbe ultima (« L'Autriche sera l'ultime nation du monde ») {MKL 1890}[3].
- Austria est imperio optime unita (« L'Autriche a été le mieux unie par l'empire »).

En 1951, Eugen Rosenstock-Huessy a suggéré l'interprétation :
- Austria Europae Imago, Onus, Unio (« L'Autriche est l'image de l'Europe, fardeau et unification »).

Et en anglais, devenu une langue internationale, il a été proposé :
- Austria’s empire is our universe (« L’empire d’Autriche est notre univers »)[4].

AEIOU peut avoir représenté une translittération en latin ou allemand du tétragramme[réf. nécessaire] : Yahweh, le nom ineffable de Dieu — faisant allusion au droit divin de la maison de Habsbourg à régner sur les pays venant de l'héritage Habsbourg (aujourd'hui Autriche, Tchéquie, Slovénie, Bosnie-Herzégovine ; Hongrie, Slovaquie, Croatie ; Espagne, Portugal et leurs anciennes colonies), le Saint-Empire romain germanique (Allemagne), et peut-être la Terre entière.